# Barry Shabaka Henley
Barry Shabaka Henley (New Orleans, 15 september 1954) is een Amerikaanse acteur.

## Loopbaan
In de jaren negentig, aan het begin van zijn carrière, speelde Henley vooral mee in televisieseries waarin hij bijrollen voor zijn rekening nam. Zo was Henley aan het werk te zien in ER en City of Angels. Ook speelde hij in de boekverfilming How Stella Got Her Groove Back.
In 2001 was Henley aan het werk te zien in de biografische film Ali, over het leven van Muhammad Ali. In die film van Michael Mann speelde Henley de rol van Herbert Muhammad. De film kreeg enkele Academy Award-nominaties.
Vervolgens ging Henley terug aan het werk in televisieseries zoals Law & Order. Maar in 2004 speelde hij opnieuw in enkele films. Eerst speelde hij een bijrol in The Terminal, een film van regisseur Steven Spielberg en met onder andere Tom Hanks. Later was Henley te zien in Collateral, eveneens van Michael Mann. De hoofdrollen waren voor Jamie Foxx en Tom Cruise, Henley speelde Daniel.
Michael Mann werkt vaak samen met acteurs van zijn vorige films. Voorbeelden zijn Foxx en Henley. Zij speelden beide mee in Ali en Collateral, maar ook in Miami Vice (2006).

## Filmografie
*Exclusief televisiefilms
| - Carrie (2013) - Streets of Blood (2009) - State of Play (2009) - Horsemen (2009) - Miami Vice (2006) - Four Brothers (2005) - Shackles (2005) - Collateral (2004) - The Terminal (2004) - Market (2003) - Pavement (2002) - Ali (2001) - Go with the Fro (2001) - Life (1999) | - Patch Adams (1998) - Rush Hour (1998) - How Stella Got Her Groove Back (1998) - Bulworth (1998) - Fallen (1998) - Devil in a Blue Dress (1995) - Lord of Illusions (1995) - Destiny Turns on the Radio (1995) - The Scout (1994) - Fear of a Black Hat (1994) - The Thing Called Love (1993) - What's Love Got to Do with It (1993) - Nincompoop (1988) |

## Televisieseries
*Exclusief eenmalige gastrollen
- Agents of S.H.I.E.L.D. - Dr. Marcus Benson (2019, vijf afleveringen)
- Heroes - Detective Bryan Fuller (2007, vier afleveringen)
- Close to Home - Detective Drummer (2005-2006, negen afleveringen)
- NYPD Blue - Archie Day (1995-2004, drie afleveringen)
- Robbery Homicide Division - Sgt. Albert Simms (2002-2003, dertien afleveringen)
- Die Gang - Sam Otero (1997, zeven afleveringen)
- Roc - Ernie (1992-1994, vijf afleveringen)
- Johnny Bago - Detective Venezia (1993, twee afleveringen)
- The Royal Family - Willis Tillis (1991-1992, acht afleveringen)

- International Standard Name Identifier: 0000 0000 4507 6130
- Library of Congress Control Number: no2005075836
- Système universitaire de documentation: 200685309
- Virtual International Authority File: 78515980
- WorldCat: E39PBJkXwC46TFW3WXFCh983cP